# Мейсон, Альфред Эдвард Вудли
Альфред Эдвард Вудли Мейсон (7 мая 1865, Лондон — 22 ноября 1948, там же) — британский писатель, прозаик и драматург, подписывавший свои произведения как А. Э. В. Мейсон. Офицер, майор Королевской морской пехоты. Автор романа «Четыре пера», по которому снято несколько фильмов. В России наиболее известен фильм 2002 года с Хитом Леджером в главной роли.

## Биография
Учился в Тринити-колледже Оксфорда, который закончил в 1888 году. В 1895 году состоялась первая публикация его произведения. Всего написал более тридцати книг, включая исторические романы, пьесы и детективы. В 1906 году был избран в парламент от либеральной партии, был депутатом только один срок (до 1910 года). Во время Первой мировой войны Мейсон служит капитаном Манчестерского полка, затем майором Королевской морской пехоты. Его служба включала в себя организацию британской военно-морской контрразведки в Испании и Мексике. Скончался Мейсон в 1948 году, во время работы над книгой об адмирале Роберте Блейке.

## Творчество
На русском языке Мейсон издавался мало и российскому читателю малоизвестен. Тем не менее, можно отметить два русских издания его книги «Пламя над Англией», посвящённой временам Елизаветы I: в 1992 году, и в 2009 году.

## Экранизации
По произведениям Мейсона снято 29 экранизаций, начиная со времён Немого кино. Среди них Четыре пера (1939 год), Пламя над Англией (1936 год) с Лоренсом Оливье и Вивьен Ли, Четыре пера (2002 год) с Хитом Леджером и Кейт Хадсон.